# Шельдян
Шельдян (в верховье Большой Шельдян) — река в России, протекает по Усть-Канскому району Республики Алтай. Устье реки находится в 10 км по левому берегу реки Ночная. Длина реки составляет 14 км. В 4 км от устья по правому берегу впадает река Малый Шельдян.

## Данные водного реестра
По данным государственного водного реестра России относится к Верхнеобскому бассейновому округу, водохозяйственный участок реки — Катунь, речной подбассейн реки — Бия и Катунь. Речной бассейн реки — (Верхняя) Обь до впадения Иртыша.